# Button mashing

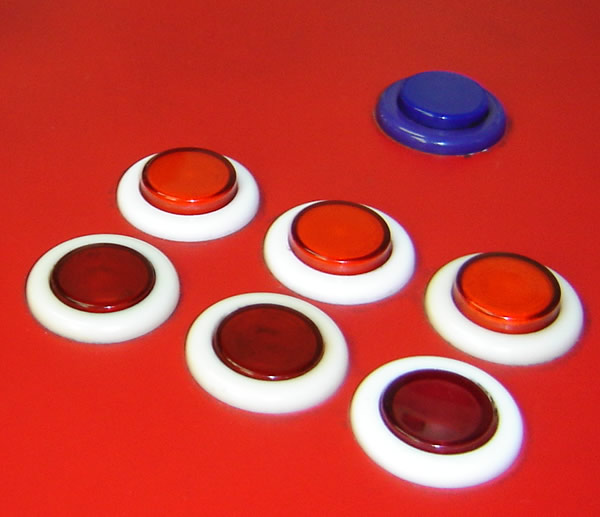
Arcade-Buttons

button mashing (auch button bashing, fälschlicherweise oft auch als button smashing verstanden) ist ein Fachausdruck aus dem Computerspieler-Jargon. Frei aus dem Englischen übersetzt bedeutet es „Knöpfe (aus)quetschen“. Der Ausdruck bezeichnet das zumeist heftige, schnelle und häufig zufällige Betätigen fast aller verfügbaren oder in einer bestimmten Spielsituation relevanten Aktionsknöpfe hintereinander und/oder gleichzeitig:

„[Ein Kritikpunkt wäre …] das ermüdende, ständige Austragen von nur minder spannenden Kämpfen, die mit simplem Button-Mashing zu vollführen sind […]“

Typisch wird mit dem Wort auch ein Spiel oder Spielaspekte charakterisiert:

“The gameplay in […] can be described fairly succinctly. It’s a button-masher.”

„Das Spielprinzip in […] kann ziemlich prägnant beschrieben werden. Es ist ein button-masher.“

## Varianten

### Zufällig
Die Spieldesigner haben diese Form des button mashings mit den damit verbundenen Spielerfolgen zwar nicht beabsichtigt, aber sich auch nicht bemüht, diese Designschwäche zu vermeiden.
Spieler neigen zum button mashing bei Unklarheit über die Situation, wenn schnelle Reaktion – etwa bei vielen gleichzeitigen Angriffen – verlangt ist und sie die Details des Spiels noch nicht durchschauen. Manchmal scheint button mashing auch schlicht die einfachste und ökonomischste Strategie zu sein. Die Spieler drücken dann schnell und unsystematisch alle oder wenige Aktionsknöpfe. Solche Spieler werden abfällig als button masher bezeichnet.

### Beabsichtigt
In vielen Videospielen treten aber auch Situationen auf, in denen der Spieler so viele Tasten so schnell wie möglich drücken muss, um sich aus einem bestimmten Zustand zu befreien. Dies wurde von den Designer beabsichtigt, aber eine genaue Tastensystematik ist nicht notwendig. Daneben gibt es auch Spielprinzipien, die ein planvolles schnelles Drücken ganz bestimmter Eingabetasten verlangen. Dies war etwa bei vielen Leichtathletik-Computerspielen der 1980er und frühen 1990er der Fall.
Auch heute noch sind viele Titel mit Sequenzen und Spielanteilen durchsetzt, die schnelles Drücken eines oder weniger bestimmter Aktionsknöpfe erwarten, so die Foltersequenzen in Metal Gear Solid und ähnliche Sequenzen in Resident Evil 4. Diese Szenen sind klar auf heftiges Knöpfedrücken ausgelegt – es gibt keine Alternative, will man das Spielziel erreichen. Natürlich ist im Einzelfall nicht immer zu entscheiden, ob das mashing-Potenzials eines Spiels aus Absicht oder mangelnder Sorgfalt entstanden ist.

## Ursachen, Folgen, Lösungsansätze
In Verruf geraten Spiele, deren Spielmechanik das systemlose Knöpfchendrücken gegenüber planvoller vorgehender Spieler belohnt und diesem Vorgehen keinen Riegel vorschiebt. Das ist etwa dort der Fall, bei dem die Abfrage von Eingabekommandos zeitnahe zur tatsächlich ausgeführten Aktion ist, d. h., es können besonders viele Aktionen pro Einheit ausgelöst werden, ohne dass zu viele Eingabekommandos unregistriert verpuffen. Insbesondere haben viele Fighting Games mit diesem Problem zu kämpfen, da sie sowohl den Einstieg einfach gestalten und dennoch eine langfristige, faire Lernkurve bereitstellen sollten. Ideales Ziel hierbei ist, dass ein Spieler, der hinreichend der intendierten Spielmechanik folgt, gegenüber einem weitgehend planlos vorgehenden Gegner deutlich erkennbare Vorteile haben sollte. Ein Mittel hierzu etwa sind Kommandos, die eine korrekte Reihenfolge der Tasteneingaben verlangen, so dass viele der stärkeren Attacken unwahrscheinlicher durch zufälliges Knöpfedrücken ausgelöst werden können. Grundsätzlich lässt sich das button mashing-Potenzial dadurch reduzieren, dass mehr Timing für eine erfolgreiche Spielbeherrschung vonnöten ist. Wird beispielsweise eine Aktion einer Spielfigur im Verhältnis zu einer Herausforderung in nicht ausreichender Frequenz/Geschwindigkeit ausgeführt, wird der Spieler die Aktion nach dem Kriterium des Zeitpunktes und nicht notwendig nach dem der Häufigkeit wählen.

## Beispiele
- Soul Calibur ist ein Vertreter für das randomisierte button mashing; d. h., unerfahrene Spieler können mit dem zufälligen, unsystematischen Vorgehen einen signifikanten Ausgleich für ihre Unerfahrenheit erspielen.
- Track & Field hingegen intendiert in seiner gesamten Spielmechanik, möglichst schnell bestimmte Tasten zu drücken.

## Sonstiges
- Das Mashing-Potenzial eines Spiels kann durch so genannte Turbo-Funktionen, die in vielen, zumeist von anderen Herstellern stammenden Eingabegeräten implementiert sind, verstärkt ausgenutzt werden. Diese Funktion sorgt dafür, dass eine ausgewählte Aktionstaste automatisch in einer so hohen Frequenz abgerufen wird, wie es bei manueller Performanz nicht oder nur unter dauerhafter großer Anstrengung möglich wäre.